# Van Merlenstraat

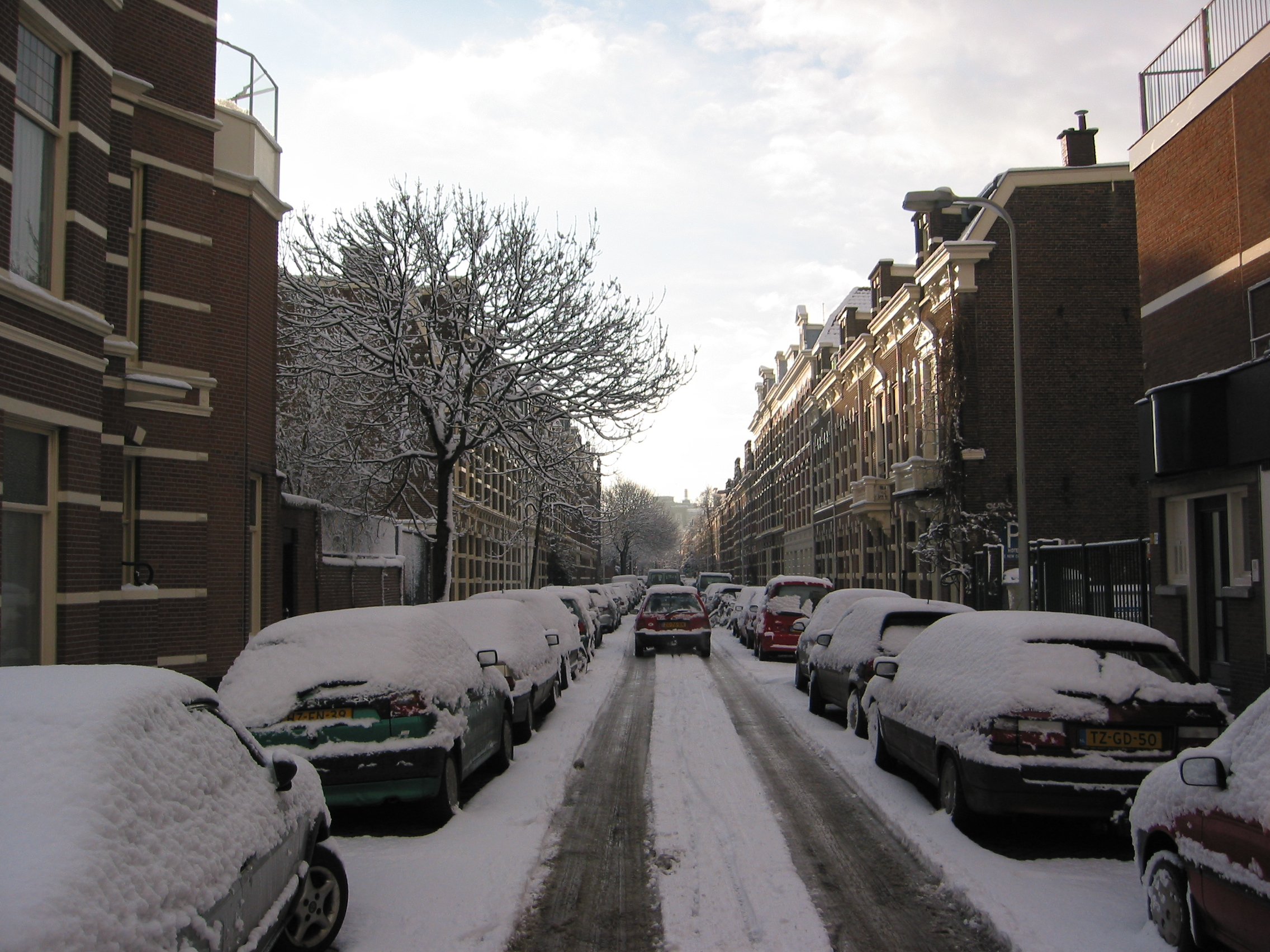
De straat in de sneeuw

De Van Merlenstraat is een straat in het Regentessekwartier in Den Haag, die voornamelijk uit statige herenhuizen bestaat en rond 1892 is aangelegd.
De straat is vernoemd naar Jean-Baptiste van Merlen (1773-1815), officier in het leger van Napoleon Bonaparte en later in het Verenigd Koninkrijk der Nederlanden, gesneuveld tijdens de Slag bij Waterloo.

## Bekende voormalige bewoners
- Jan Toorop, beeldend kunstenaar
- Cees Slinger, jazzpianist
- Hans Janmaat, politicus